# Trận Leuthen
Trận Leuthen là một trận đánh tại tỉnh Schlesien (Phổ) trong Chiến tranh Bảy năm, diễn ra vào ngày 5 tháng 12 năm 1757 giữa 39 nghìn quân Phổ dưới sự thống lĩnh của vua Friedrich II với 66 nghìn quân Áo và chư hầu Đức do vương công Karl xứ Lothringen và thống chế Leopold Joseph von Daun thống lĩnh. Trận đánh kết thúc với thất bại nặng nề của người Áo, bẻ gãy hoàn toàn chiến dịch của họ nhằm chiếm lại Schlesien cuối năm 1757. Đây được xem là thắng lợi lớn nhất của quân đội Phổ thời Chiến tranh Bảy năm, và cũng là thắng lợi toàn diện nhất trong sự nghiệp quân sự của Friedrich II.
Năm 1757, nước Phổ bị quân đội Áo tấn công từ hướng nam và quân đội Pháp tấn công từ hướng tây. Các mũi tấn công của Pháp đã bị Friedrich II đánh tan trong trận Roßbach ngày 5 tháng 11; nhưng cùng lúc đó, một đạo quân lớn của Áo và chư hầu Đức dưới quyền Karl và Daun đã xâm nhập phần lớn tỉnh Schlesien phía đông-nam Phổ. Friedrich II tức tốc kéo quân về chiếm lại Schlesien, và đến ngày 5 tháng 12, lực lượng hai bên tổ chức chiến đấu gần Leuthen. Lợi dụng sự che khuất của một dãy đồi núi, quân Phổ di chuyển qua chính diện và đột kích vào cánh trái quân Áo, đồng thời cử một toán nghi binh uy hiếp cánh phải hòng dụ Karl tăng quân sang hướng này. Quân cánh trái Áo nhanh chóng tan vỡ trước các đòn tiến công của Phổ. Karl và Daun đành xoay quân sang hướng nam đặng lập nên một tuyến phòng ngự mới với trọng tâm tại Leuthen. Quân bộ binh Phổ có pháo binh yểm trợ mở nhiều đợt tấn công dữ dội và đánh bật quân Áo khỏi thị trấn, nhưng sau đó bộ binh Phổ trở nên sơ hở trước một đòn phản kích của kỵ binh cánh phải Áo do tướng Joseph Lucchesi d'Averna chỉ huy. Tuy nhiên, kỵ binh trừ bị Phổ do tướng Georg Wilhelm von Driesen đã kịp thời đón đánh và phá tan cuộc phản công này. Tướng Lucchesi chết tại trận. Kỵ binh Áo cắm đầu chạy thẳng vào đội hình bộ binh Áo, kéo theo sự tan vỡ hoàn toàn của trận tuyến quân Áo.
Sau thất bại ở Leuthen, Karl và Daun rút toàn bộ quân chủ lực về Böhmen, tạo điều kiện cho Friedrich II lần lượt tái chiếm các thành phố then chốt của Schlesien như Breslau, Liegnitz và Schweidnitz từ cuối tháng 12 năm 1757 đến tháng 1 năm 1758. Mặc dù cuộc chiến còn tiếp diễn thêm nhiều năm nữa, kết quả của trận Leuthen cùng với trận Roßbach ngày 5 tháng 11 đã làm phá sản ý định thôn tính vương quốc Phổ của liên minh Pháp-Áo và chư hầu Đức trong năm 1757.

## Bối cảnh
Cuối năm 1756, Chiến tranh Bảy năm bùng nổ giữa liên minh Áo-Pháp-Nga-Thụy Điển với Phổ. Bấy giờ Áo và Phổ là hai nước mạnh nhất trong đế quốc La-Đức (tập hợp các nước của người Đức). Phổ đã chinh phục Schlesien, một tỉnh giàu có của Áo trong chiến tranh Kế vị Áo (1740–174), nên Áo quyết lấy lại bằng được. Vua Phổ Friedrich II lên kế hoạch đánh phủ đầu Áo, hòng loại nước này khỏi vòng chiến trước khi quân Áo phối hợp với quân các đồng minh xâm chiếm Phổ. Sau khi thôn tính xứ Sachsen chư hầu của Áo năm 1756, Friedrich dẫn hơn 6 vạn quân đánh vào vùng Böhmen thuộc Áo, nhưng bị quân đội Áo do thống chế Joseph Leopold von Daun chỉ huy đánh tan trong trận Kolín ngày 18 tháng 6 năm 1757. Friedrich buộc phải chuyển sang thế phòng thủ bị động dọc theo biên giới Sachsen - Böhmen. Thừa thắng, liên minh Pháp-Áo-Nga vây đánh Phổ khắp tứ phương; nhưng chỉ có mũi tấn công của quân Pháp vào Sachsen trên hướng tây, và mũi tấn công vào Schlesien của 84 nghìn quân Áo do vương công Karl xứ Lothringen và thống chế Daun chỉ huy là gây được sức ép lớn đến sự tồn vong của Vương triều Phổ.
Tháng 8 năm 1757, Friedrich giao 4 vạn quân cho trấn thủ Schlesien là August Wilhelm đánh chặn quân Áo, rồi nhà vua tự mình đem hơn 2 vạn quân sang Sachsen tấn công quân Pháp. Ngày 5 tháng 11 năm 1757, cánh quân Phổ do Friedrich chỉ huy đánh bại hơn 41 nghìn quân Pháp và chư hầu Đức trong trận Roßbach, xóa bỏ mối đe dọa từ Pháp trên hướng tây. Đây là một trong những thắng lợi lớn nhất trong sự nghiệp của Friedrich: quân Phổ chỉ thương vong gần 600 người nhưng loại 10 vạn quân Pháp-Đức khỏi vòng chiến.. Nhưng cùng lúc đó, đại quân Áo do Karl và Daun chỉ huy đã tiến sâu vào Schlesien. Hai ông vừa cầm chân đội quân chính quy của trấn thủ Schlesien, vừa đánh hạ lần lượt các pháo đài trong tỉnh. Ngày 13 tháng 11 năm 1757, thành Schweidnitz thất thủ sau 3 tuần bị bao vây. Tiếp theo đó, ngày 22 tháng 11 Karl xua hơn 8 vạn quân đánh tan 28 nghìn quân chính quy Phổ trước cổng thủ phủ Breslau, buộc người Phổ phải rút phần lớn lực lượng sang bờ đông sông Oder và chỉ để lại một số tiểu đoàn đốn trú Breslau. Không lâu sau, quân đội Áo đánh chiếm Breslau vào ngày 25 tháng 11 và bắt August Wilhelm làm tù binh.

### Quyết định mở trận của hai bên
Sau khi nhận tin về những thắng lợi ban đầu của quân đội Áo ở Schlesien, Friedrich II vội vã tổ chức hành quân từ Sachsen về giành lại lãnh thổ bị mất. Ngày 13 tháng 11 Friedrich dẫn 13 nghìn quân khởi hành rời Schlesien. Ngày 28 tháng 11, quân vua Phổ đến sông Oder, sau đó tập kết với cánh quân Schlesien vào ngày 2 tháng 12, nâng quân số của Friedrich lên 39 nghìn người và 170 súng lớn. Chỉ 1/3 trong số quân này là những người vừa thắng trận Roßbach, và 2/3 còn lại là những người Schlesien vốn mệt lã, đói khát và nhụt chí sau trận Breslau. Mặc dù vậy, Friedrich quyết tâm đánh đuổi quân Áo khỏi Schlesien trước mùa đông, để loại trừ khả năng người Áo biến tỉnh này thành bàn đạp đánh thủ đô Berlin. Để cải thiện sĩ khí trong cánh quân Schlesien, Friedrich đã cho các cựu binh của trận Roßbach kể cho quân tỉnh Schlesien nghe về chiến thắng của họ. Friedrich cũng tự mình đi từ trại lính này sang trại lính khác, đốt lửa sưởi ấm chung với sĩ quan, binh lính và lắng nghe các ý kiến của họ, đồng thời hứa hẹn sẽ ban thưởng đặc biệt hậu hĩnh cho tướng sĩ Schlesien nếu họ lập công trong trận đánh tới.

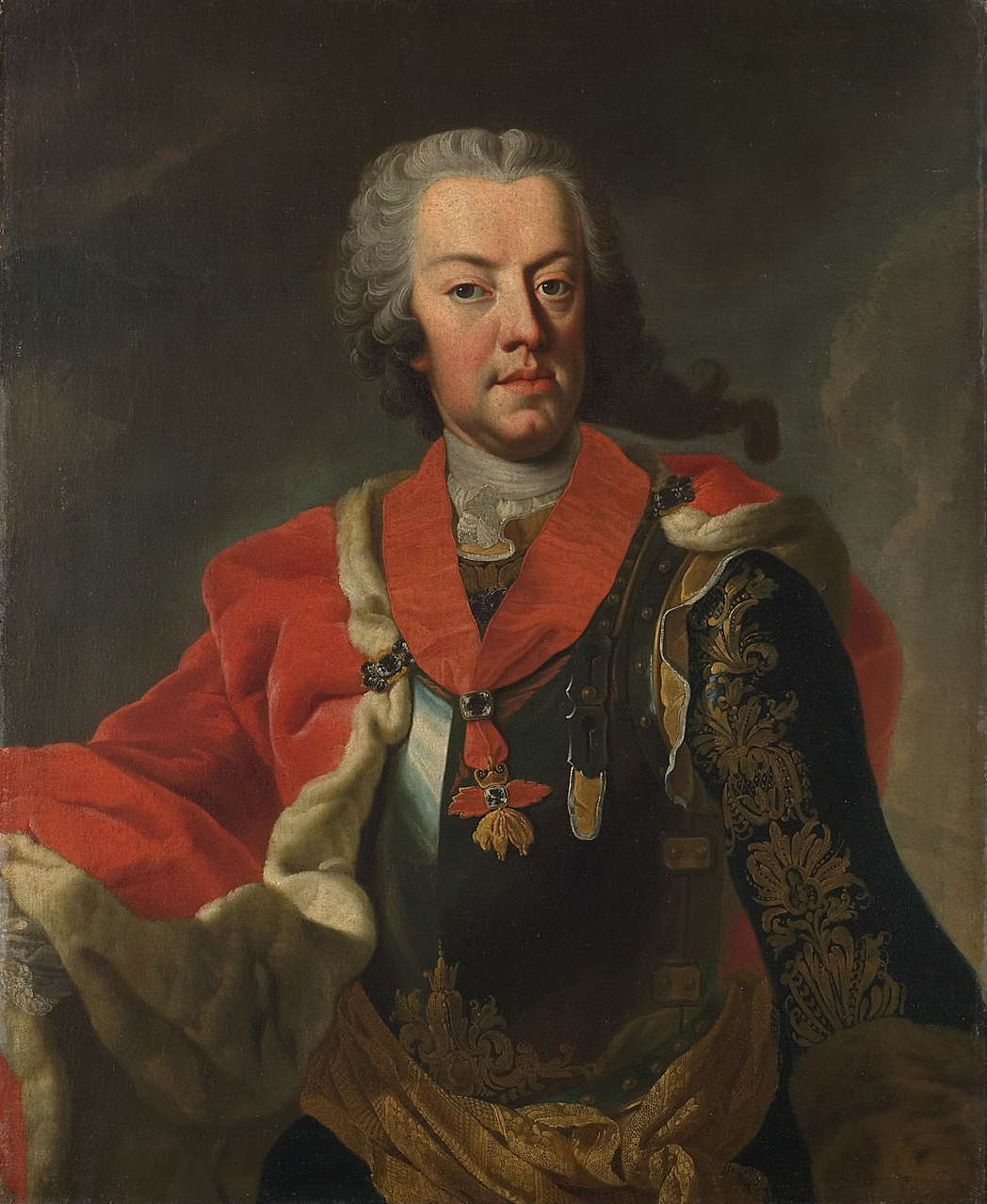
Vương công Karl xứ Lothringen

Ngày 3 tháng 12 năm 1757, Friedrich triệu tập các tướng soái đến sở chỉ huy ở Parchwitz; tại đây, nhà vua kêu gọi quân đội Phổ chiếm lại Breslau, và họ chỉ có 2 lựa chọn là chiến thắng hoặc chết. Friedrich cũng động viên tướng sĩ rằng "nếu chúng ta thua cuộc, chúng ta sẽ mất tất cả. Chúng ta đang chiến đấu vì vinh quang của mình, vì danh dự của mình, và vì vợ con của mình. Những ai chịu sát cánh cùng ta chiến đấu hãy an trí rằng ta sẽ quan tâm đến gia quyến của anh nếu các anh phải bỏ mạng. Còn những ai muốn bỏ cuộc thì hãy đi ngay bây giờ, nhưng đừng đòi hỏi gì hơn ở sự khoan hồng của ta nữa". Friedrich cũng ban bố các hình phạt cụ thể dành cho những trung đoàn nào lùi bước trong trận đánh tới. Bài hiệu triệu của Friedrich tại Parchwitz đã trở thành một diễn văn nổi tiếng trong tiềm thức người Phổ-Đức trước năm 1945.
Mặc dù Friedrich đoán rằng lực lượng của Áo chỉ đông ngang ngửa lực lượng Phổ, Karl và Daun trên thực tế có đến 66 nghìn lính và 210 đại pháo. Trong đội hình quân Áo có một số trung đoàn được tuyển từ các nước chư hầu Đức như Bayern và Württemberg. Ngày 2 tháng 12 các tướng Áo họp tại thị trấn Lissa trên bờ tây sông Weistritz để tìm phương án đối phó với quân chủ lực Phổ. Daun cùng một số tướng khác đề xuất lập một tuyến phòng thủ thật mạnh trên bờ đông sông Weistritz và dụ Friedrich tấn công, Karl và tướng kỵ binh Joseph Lucchesi d'Averna nhất quyết yêu cầu cho quân vượt sông Weistritz nghênh chiến với địch. Cậy quyền là em trai của hoàng đế La-Đức kiêm đại công tước Áo Franz I, Karl ép Daun cùng các tướng thân cận phải làm theo đề nghị của mình. Dựa trên ký ức về những chiến thắng của quân đội Áo từ tháng 6 đến tháng 11, Karl và Lucchesi tự tin khẳng định rằng việc đạt một thắng lợi quân sự quyết định ở Schlesien sẽ làm họ "mất ít thời gian hơn cả việc bảo vệ luận điểm trong cuộc họp vừa qua". Quân Áo vượt sông Weistritz và tiến sang hướng tây. Karl dự định cho quân nghỉ chân ăn uống tại thành phố Neumarkt, nên vào ngày 3 tháng 12 ông sai thuộc hạ đưa một lò nướng dã chiến cùng 1 nghìn lính khinh kỵ Croatia đến Neumarkt chờ quân chủ lực đi tới.

### Triển khai lực lượng
Ngày 4 tháng 5, quân Phổ nhổ trại hành tiến về Breslau. Khi đến trước Neumarkt, quân tiền vệ Phổ đã phát hiện lò nướng dã chiến cùng 1.000 kỵ binh người Croatia. Friedrich lập tức huy động một trung đoàn bộ binh đi vòng qua 2 cánh sườn quân Croatia, đồng thời sai kỵ binh Phổ chốt giữ một cao điểm đằng sau Neumarkt. Sau khi các mệnh lệnh đó được thực thi, Friedrich xua quân tiền vệ đánh trực diện kỵ binh Croatia. Quân Croatia nhanh chóng tan chạy, và bị quân Phổ từ sau lưng và 2 bên sườn đổ ra tiêu diệt. Quân Phổ tiêu diệt 120 lính Croatia, bắt được 569 tù binh và tịch thu toàn bộ ló nướng dã chiến của Áo.

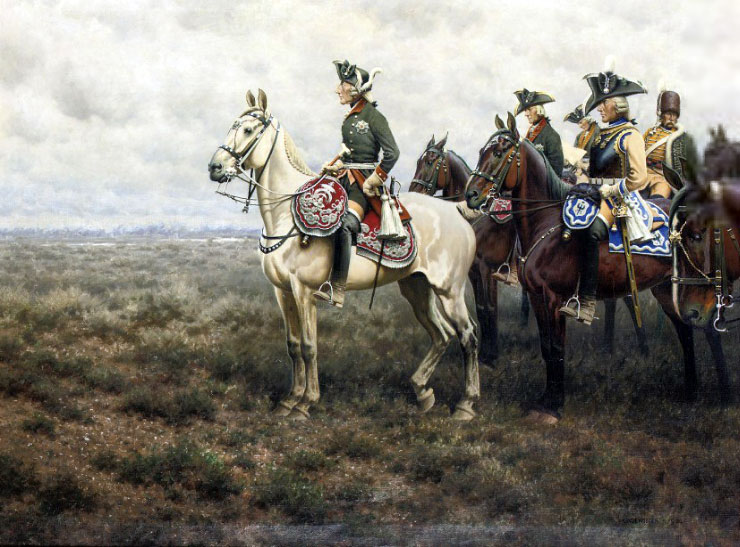
Friedrich II và ban tham mưu tại trận Leuthen, tranh của Hugo Ungewitter..

Một số tàn quân Croatia chạy thoát về trận tuyến và thông báo với Karl rằng đại quân Phổ đã đến tận Neumarkt. Thông tin này buộc Karl chuyển sang thế phòng ngự, nhưng ông không rút quân về bờ tây sông Weistritz dù hướng đó có địa hình dễ cố thủ hơn. Karl dàn quân trên một trận tuyến dài 10 km cách Lissa vài km về hướng tây; chiến tuyến này kéo dài từ các làng Nippen và Guckerwitz trên (hướng bắc tuyến đường chính đến Breslau), qua thị trấn Frobelwitz (nằm ngay trên tuyến đường Breslau), tới các làng Leuthen và Sägchutz (hướng nam tuyến đường Breslau). Quân cánh phải Áo được bài trí giữa 2 làng Nippen và Guckerwitz, dưới sự chỉ huy của tướng kỵ binh Lucchesi. Quân cánh trái đóng quân ở phía nam Leuthen, do tướng Franz Nádasdy chỉ huy. Do tiên liệu rằng Friedrich sẽ không đánh vào cánh trái quân mình, Karl phân bố các trung đoàn quân chư hầu Đức như Württemberg và Bayern (vốn theo đạo Kháng Cách và không tận trung với hoàng tộc theo Công giáo của Áo) ở ngoài cùng sườn trái phía nam Sägchutz.
4h sáng ngày 5 tháng 12, Friedrich tiến quân dọc theo con đường đến Breslau từ hướng tây. Không lâu sau đó, người Phổ bắt gặp một toán kỵ binh tuần tiễu Áo cách Frobelwitz 5 km về hướng tây, gần thị trấn Borne. Hai bên xông vào giáp chiến và quân kỵ Áo nhanh chóng thua chạy. Friedrich cho giải 600 tù binh đi ngang qua trước mặt quân mình để khích lệ tinh thần tướng sĩ. Friedrich cử 3 tiểu đoàn biệt kích trấn giữ Borne, rồi nhà vua leo lên đồi Schön-Berg và phát hiện trung tâm của trận tuyến quân Áo nằm đối diện với ông. Không lâu sau đó, các toán kỵ binh trinh thám báo với Friedrich rằng cánh phải quân Áo được một rừng sối dày đặc che sườn, nhưng sườn cánh trái của Áo lại nằm trên địa hình trống trải. Friedrich cũng nhận thấy các đồi Schleier-Berg và Sophien-Berg bên tay phải ông ta có thể che mắt người Áo trong khi quân Phổ đi dọc theo chính diện quân Áo, rồi vòng qua sườn trái của họ. Do vậy Friedrich lên kế hoạch tổ chức một mũi nghi binh uy hiếp cánh phải quân Áo, hòng dụ Karl tăng cường lực lượng sang cánh này; trong lúc đó, quân chủ lực sẽ tiến về phía nam 2 km, sau đó quay ngoặt sang hướng đông-nam rồi quành lên phía bắc để đánh ập vào sườn trái Áo gần Sagaschutz.

## Trận đánh

Bản đồ trận Leuthen.

Cuối sáng ngày 5 tháng 12, Friedrich triển khai một lực lượng nhỏ kỵ binh từ Borna tiến theo hướng Frobelwitz và Nippern. Tướng Áo Lucchesi đã quan sát thấy hoạt động này và ông phán đoàn rằng quân Phổ đang chuẩn bị đánh bọc sườn phải quân Áo từ hướng bắc. Lucchesi tức tốc gửi thư thỉnh cầu Karl đưa lực lượng bộ binh dự bị đến chi viện cho cánh phải nhanh nhất có thể. Mặc dù Daun năn nỉ Karl không tung các đơn vị dự bị ra trận tuyến, Karl đã gạt phắt mọi ý kiến của Daun và chấp thuận đề xuất của Lucchesi. Viên chủ tướng Áo đem toàn bộ lực lượng bộ binh dự bị của tướng Arensberg cùng một bộ phận lớn kỵ binh do Serbelloni chỉ huy từ phía nam Sagaschutz đến chốt giữ Nippen và khu vực lân cận.

### Quân Phổ tấn công cánh trái Áo
Trong lúc đó, khoảng 11h trưa, các đơn vị bộ binh, kỵ binh và pháo binh chủ lực của Phổ rẽ sang bên phải đặng khởi hành di chuyển vòng sườn đối phương. Thoạt tiên, quân Phổ băng qua khu vực trung tâm và phía nam cánh đồng Leuthen, và do địa hình chỗ này rất trống trải nên bộ thống soái Áo từ đài chỉ huy phía bắc làng Leuthen đã nhìn thấy quân Phổ hành binh. Tuy nhiên, vương công Karl đã không chớp thời cơ tấn công đội hình hành quân của Phổ. Ông suy diễn rằng địch đang rút lui khỏi trận địa, và nhóm quân Phổ mà lúc sáng Lucchesi thông báo cho ông chẳng qua chỉ là lực lượng chặn hậu của Friedrich. Karl tuyên bố với các thuộc tướng rằng "các bạn của chúng rời đi rồi; hãy để họ ra đi bình an!". Quân Phổ đi được vài bước thì ẩn vào sườn dãy đồi giữa họ với chính diện địch, và từ đây họ mất tăm khỏi tầm quan sát của bộ chỉ huy Áo. Mặc dù địa hình vùng đồi núi Leuthen khá hiểm trở, người Phổ không gặp nhiều khó khăn trong việc duy trì kỷ luật hành quân vì họ đã quen thuộc với địa danh này (Leuthen từng là nơi tổ chức các cuộc diễn tập mùa thu hàng năm của quân đội Phổ trước năm 1756).

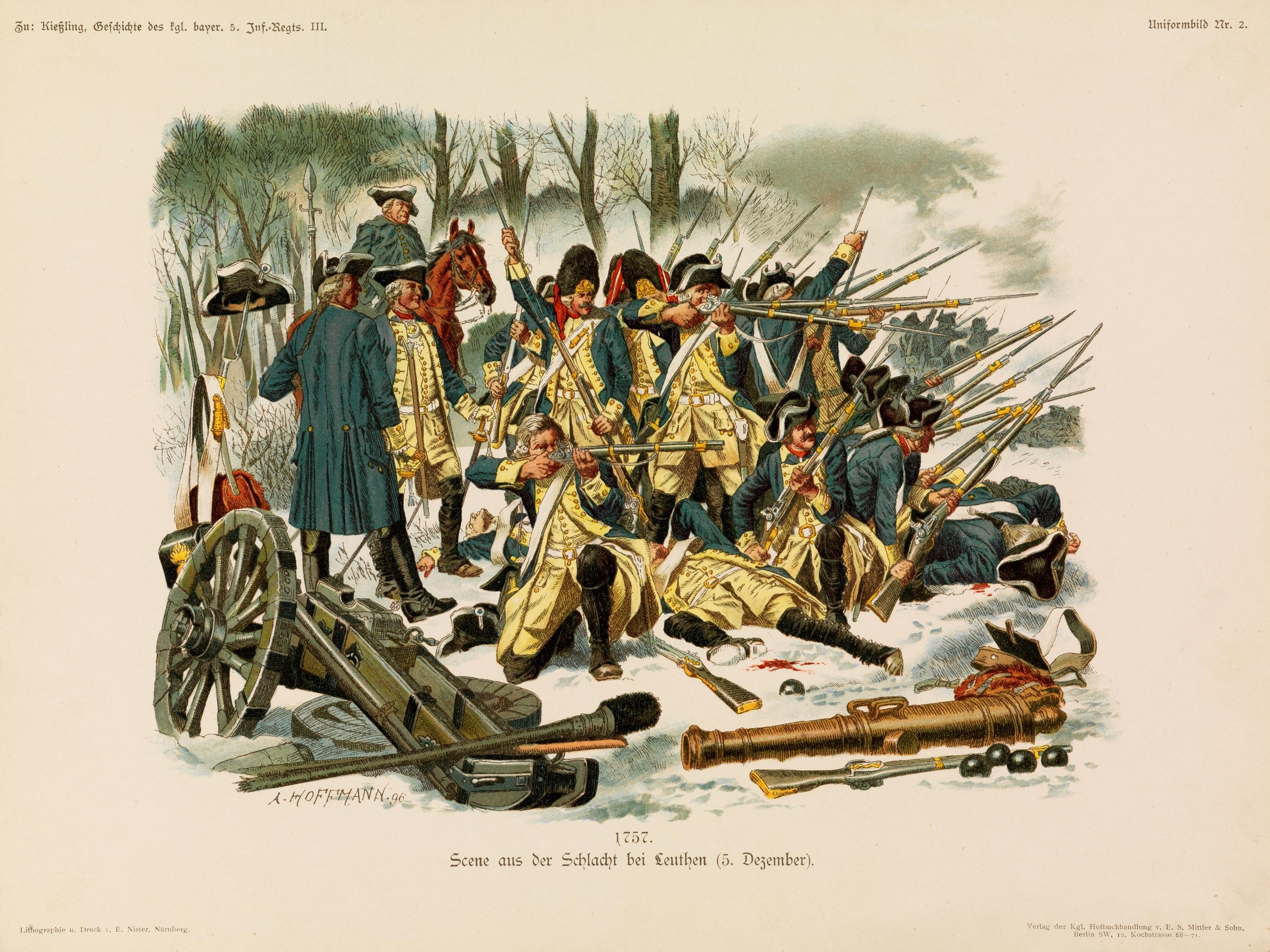
Một đơn vị quân Bayern theo Áo đánh trận Leuthen; tranh của Anton Hoffmann (1863-1938).

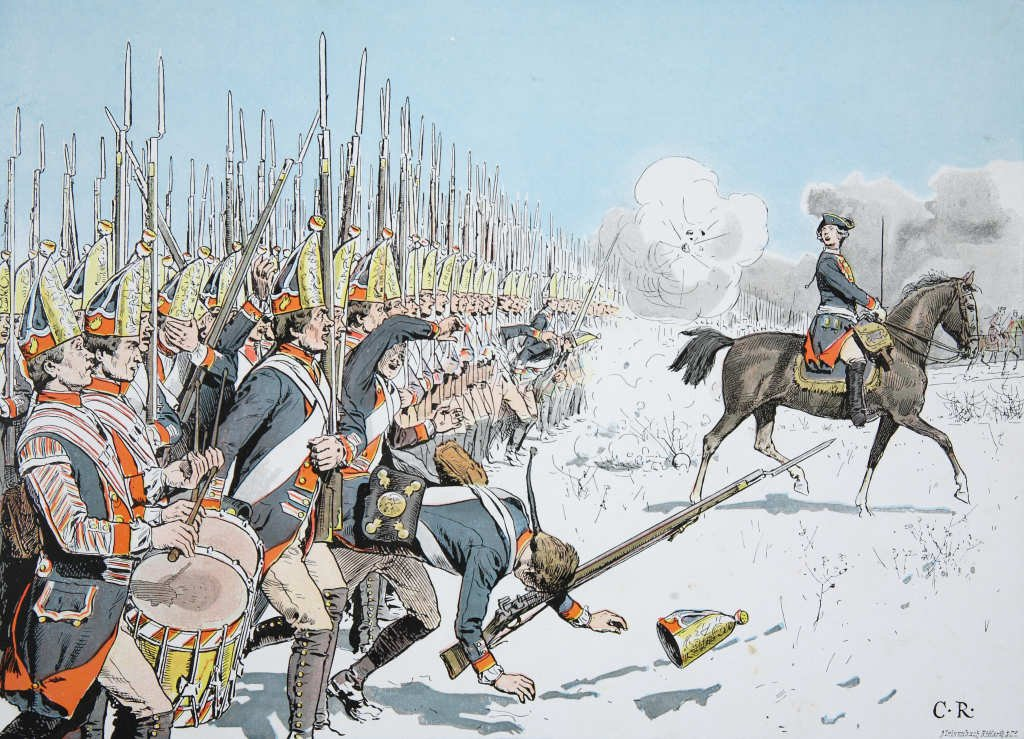
Bộ binh Phổ trong trận Leuthen – tranh vẽ theo trí tưởng tượng của Carl Röchling (khoảng năm 1890).

Giữa trưa ngày 5 tháng 12, quân Phổ hoàn thành di chuyển qua chính diện địch, và Friedrich cho rẽ sang bên trái đặng đi vòng ngang sườn trái quân Áo theo hướng đông-nam-đông. Điểm dừng của cuộc hành quân đã được xác lập khi một bộ phận quân tiên phong dừng chân gần Schriegwitz và quay mặt lên hướng bắc đối diện với sườn trái quân Áo. Các đoàn quân Phổ phía sau tiếp tục di chuyển cho đến gần 1h chiều thì hoàn tất. Sau đó, toàn bộ quân Phổ chuyển mình từ đội hình hành quân thành đội hình chiến đấu. Friedrich giao cho thiếu tướng Carl von Wedell chỉ huy 3 tiểu đoàn tinh nhuệ nhất của quân tiên phong (gồm 2 tiểu đoàn thuộc trung đoàn Meyerinck và tiểu đoàn 2 Itzenplitz) tung đòn đột phá đầu tiên vào trận địa. Sườn phải lực lượng này được yểm trợ bởi 4 tiểu đoàn xếp hàng dọc và 1 khẩu đội pháo 12 pao. Trong khi đó Friedrich dàn trải lực lượng bộ binh chủ lực trên 1 tuyến so le trải dài sang hướng tây, mỗi tiểu đoàn đứng cách nhau 50 bước. Friedrich cũng bài trí 53 khối khinh kỵ của tướng Hans von Ziethen và 6 tiểu đoàn bộ binh của vương tước Karl xứ Bevern ở sau lưng và bên phải bộ binh: nhiệm vụ của số quân này là khai thác các kẽ hở do bộ binh tạo ra trong trận địa quân Áo. Cách phân bố đội hình của Friedrich đã được các sử gia như J. F. C. Fuller và Christopher Duffy mô tả là "một mẫu mực điển hình" của chiến thuật đội hình nghiêng, lối đánh đã được tướng Hy Lạp cổ đại Epamonidas áp dụng hiệu quả trong trận Leuctra năm 371 trước Công nguyên.
Trong khoảng từ 1h đến 1h30 chiều, tiểu đoàn 2 Itzenplitz bất ngờ tấn công các đơn vị quân chư hầu Württemberg gần Sagaschutz. Thoạt tiên quân Württemberg chống cự khá dữ dội trong các chiến lũy được xây dựng vội vã của mình, nhưng không lâu sau trung đoàn Meyerinck ập đến và lính Württemberg đồng loạt rút chạy. Sự vỡ trận của quân Württemberg đã kéo theo sự tháo chạy của các đơn vị chư hầu Bayern gần đó. Tiếp theo đó, Friedrich sai vương công Moritz xứ Anhalt-Dessau đem bộ binh chủ lực Phổ tiến về hướng bắc đánh Leuthen. Kể từ sau các trận Praha và Kolín, người Phổ đã rút kinh nghiệm rằng việc bộ binh vác thạch cơ điểu thương di chuyển về phòng tuyến Áo sẽ làm quân Phổ thiệt hại nặng nề, đồng thời không thể phát huy ưu thế về hỏa lực của mình vào việc phá vỡ ý chí chiến đấu của đối phương. Do đó, Moritz cho bộ binh kết hợp hài hòa lúc di chuyển, lúc nã những tràng đạn tập trung vào hàng ngũ quân Áo. Friedrich cũng ra lệnh cho các xe chở đạn luôn theo sát bộ binh nhằm đảm bảo các đơn vị bắn hết đạn sẽ được tiếp viện đầy đủ. Bộ binh Phổ cũng nhận được sự yểm trợ hiệu quả từ một số khẩu đội trọng pháo trên 2 đồi Kirch-Berg và Juden-Berg phía tây bắc Sagaschutz. Những cải tiến về chiến thuật bộ binh và hiệp đồng binh chủng của Phổ đã gây cho quân Áo thiệt hại hết sức nặng nề, và họ bị đẩy về cửa ngõ Leuthen trong tình trạng hết sức hỗn loạn.
Tướng Áo Nadasdý khẩn cấp gửi thư yêu cầu Karl chi viện cho cánh trái, nhưng Karl phớt lờ các thỉnh cầu của Nadasdý và không đưa ra biện pháp phản ứng nào. Nadasdý đành xua kỵ binh phản kích vào lực lượng bộ binh cánh cực phải của địch, nhưng Ziethen đã kịp thời đem kỵ binh chống đánh, trợ thủ cho bộ binh. Quân khinh kỵ Phổ đánh không lại quân Nadasdy, khiến Ziethen phải dốc hết 53 khối khinh kỵ mình vào trận chiến. Trận giao tranh diễn ra hết sức ác liệt, song kỵ binh Phổ cuối cùng đã giành chiến thắng và kỵ binh Áo tháo chạy loạn xạ. Thừa thắng, tướng Phổ Robert Scipio von Lentulus dẫn một lữ đoàn kỵ binh xông lên tịch thu 15 khẩu đại bác và gần như xóa sổ trung đoàn long kỵ binh Jung-Modena. Nhưng sau đó Ziethen hạ lệnh cho khinh kỵ Phổ ngưng truy kích kỵ binh và dồn tâm trí vào việc tiếp sức bộ binh Phổ truy diệt bộ binh đối phương. Trung đoàn Khinh kỵ số 2 của Phổ đã bắt được 2 nghìn tù binh Bayern và Württemberg đang chạy về Leuthen.

### Quân Áo vỡ trận
Sau khi cánh trái quân Áo tan vỡ, vương công Karl mới nhận thức được tình thế nguy kịch của quân đội ông. Trong lúc quân Phổ đang bận truy kích tàn binh của Nadasdý, Karl quyết định xây dựng một tuyến phòng ngự mới chạy theo hướng đông-tây, nằm vuông góc về phía nam với trận địa cũ của Áo. Thoạt đầu Karl cho di chuyển một số tiểu đoàn từ tuyến thứ 2 (của trận tuyến cũ) sang hướng nam, sau đó ông triệu hồi quân bộ binh dự bị từ Nippern trở lại các vị trí ban đầu. Chỉ đến khi nắm chắc rằng không có nguy cơ nào đang xảy ra trên khu vực phía bắc trận địa cũ của mình, Karl mới phát lệnh cho toàn thể quân đội quay sang trái và đánh mặt đối mặt với các mũi tấn công của Phổ. Quân Áo dần dần hình thành một tuyến phòng thủ mới với trọng tâm là thị trấn Leuthen. Việc triển khai lực lượng quanh Leuthen gặp nhiều rắc rối do khả năng tổ chức kém của các sĩ quan và sự uể oải của những tiểu đoàn vừa di chuyển từ xa tới. Thay vì tổ chức đội hình tác chiến, nhiều đơn vị Áo đã chen chúc, túm tụm thành 30-100 người và tự biến mình thành mồi ngon cho hỏa pháo Phổ trên cao điểm gần đó. Chưa hết, quân dự bị Áo từ Nippern phải mất 6 km để di chuyển nên cũng không kịp tham dự vào trận đánh quyết định chiều hôm đó.

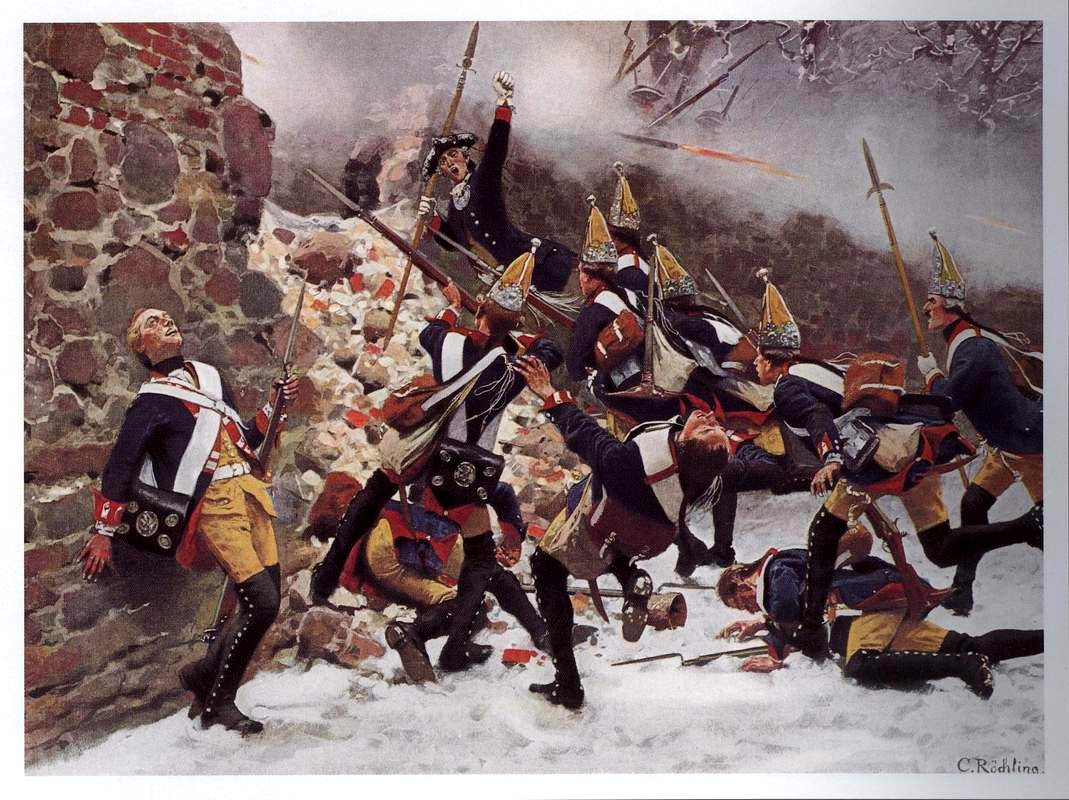
Trận chiến giành Leuthen qua tranh vẽ của Carl Röchling.

Lúc 3h30, quân Phổ ào ạt tấn công vào phòng tuyến Áo, đặc biệt là tại trung tâm Leuthen. Tuy gặp nhiều rắc rối về tổ chức, bộ binh Áo được sự hỗ trợ của hệ thống nhà cửa, công sự kiên cố đã chiến đấu bền bỉ và gây thiệt hại lớn cho địch. Quân Áo cũng triển khai một khẩu đội pháo từ hướng bắc Leuthen bắn phá vào đội hình quân Phổ. Các đợt tấn công của Trung đoàn Cận vệ Phổ liên tục bị đẩy lùi khỏi tuyến phòng thủ vòng ngoài Leuthen. Phải sau một hồi quầng nhau nảy lửa, Tiểu đoàn 3 (Trung đoàn Cận vệ) do đại úy Wichard von Möllendorf chỉ huy mới mở được cửa đột phá từ phía nam, tạo điều kiện cho các Trung đoàn Bộ binh 10 và Cận vệ lăn xả vào nội đô Leuthen. Cuộc giằng co tiếp tục diễn ra hết sức ác liệt. Dựa vào những bức tường rắn chắc vây quanh sân nhà thờ thị trấn Leuthen, một trung đoàn chư hầu Đức do tổng giám mục Würzburg chỉ huy đã kiên quyết cố thủ và chặn được cả hai trung đoàn địch. Quân Phổ phải huy động trọng pháo lên đồi Butterberg bắn vỡ các bức tường nhà thờ và chế áp pháo binh Áo. Nhờ đó, bộ binh Phổ tràn sâu vào Leuthen và đánh bật quân Áo từ bị trí này sang vị trí khác. Leuthen thất thủ sau 30 phút chiến đấu; nhưng ngay sau đó, các tướng Áo Lucchesi và Sehrbelloni quan sát thấy sườn trái của bộ binh Phổ đã bị hở sau khi ập vào nội đô Leuthen. Họ tung 70 khối kỵ binh từ cánh phải đánh ập vào sườn địch hòng xoay chuyển cục diện trận đánh.
Trong khi kỵ binh Áo đang di chuyển về sườn trái quân Phổ, trung tướng Georg Wilhelm von Driesen chỉ huy 40 khối kỵ binh dự binh bên cánh trái Phổ gần Radaxdorf đã phát hiện ra đòn tấn công hiểm hóc này. Không cần đợi lệnh vua, Driesen chủ động xua toàn bộ kỵ binh đánh thốc vào sườn phải kỵ binh địch. Trung đoàn long kỵ binh Bayreuth là lực lượng đầu tiên đến gần giao chiến với kỵ binh Áo. Trung đoàn này từng là cơn ác mộng của quân Áo trong trận Hohenfriedberg năm 1745, nhưng ở thời điểm trận Leuthen lực lượng kỵ binh Áo đã có nhiều cải tiến và Trung đoàn long kỵ Bayreuth bị đánh tơi tả. Tuy nhiên, một trung đoàn thiết kỵ người Schlesien từ tuyến thứ 2 đã xông lên tiếp sức cho trung đoàn Bayreuth và giành thế thượng phong. Cùng lúc đó, trung đoàn khinh kỵ Puttkamer vòng ra tập kích vào lưng địch, đè bẹp trung đoàn long kỵ Kollowrath và làm tan vỡ toàn toàn đội hình kỵ binh Áo. Bản thân Lucchesi cũng bị giết tại trận. Lính kỵ binh Áo chạy bán sống bán chết về hướng đông; trên đường chạy họ đâm sầm vào đội hình bộ binh Áo phía sau Leuthen, và đến lượt bộ binh cũng tan rã tháo chạy theo từng tiểu đoàn một. Một số đơn vị bộ binh Áo cố bám đất chống trả nhưng bị quân Phổ tiêu diệt. Quân Phổ cả bộ lẫn kỵ ào lên truy kích và mặc sức bắn giết bại binh. Cuộc truy đuổi chỉ dừng lại khi đêm xuống.

## Kết cuộc

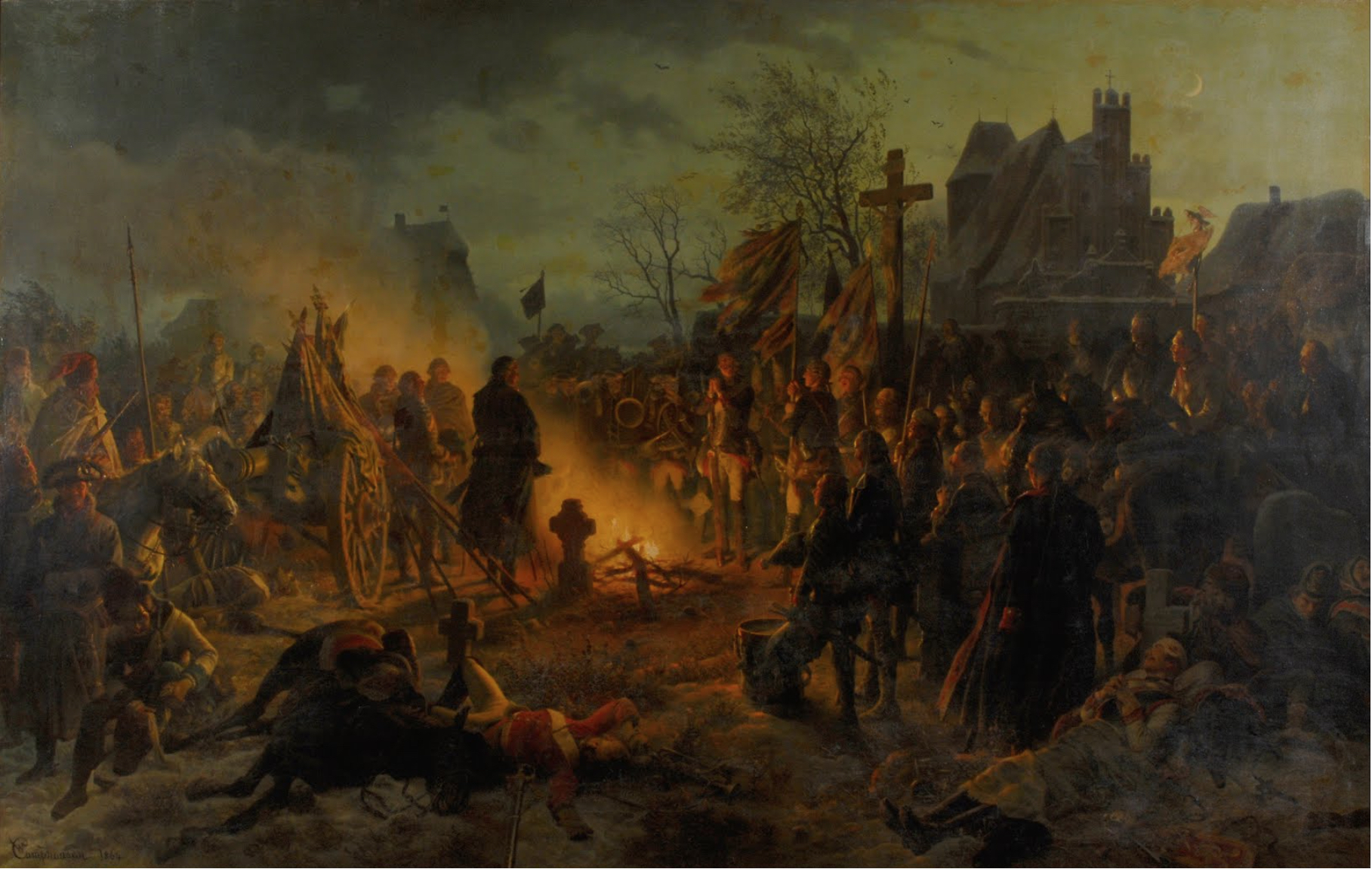
Tranh của Wilhelm Camphausen (thế kỷ 19) vẽ Friedrich cùng quân sĩ sau trận đánh. Lính Phổ cùng hát Nun danket alle Gott, do đây mà bài này được gọi là thánh ca Leuthen.

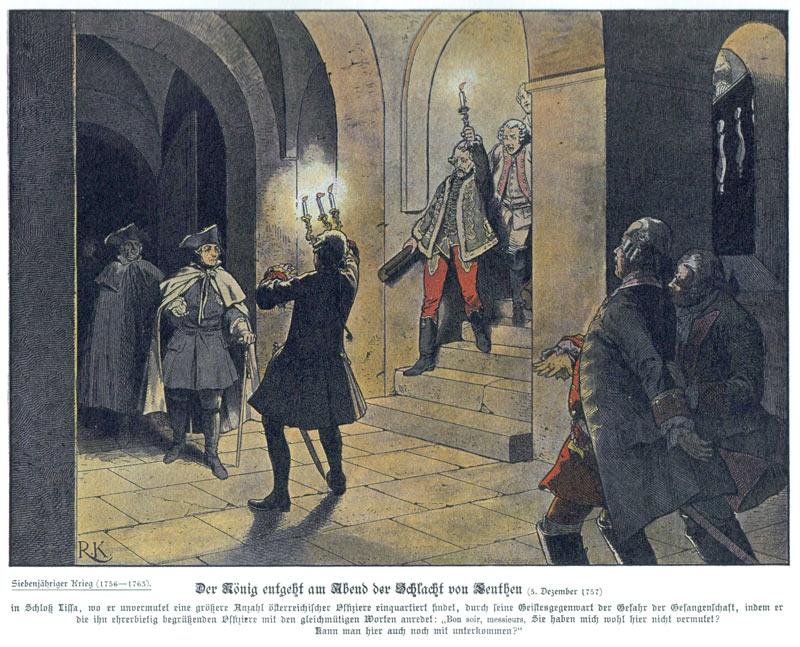
Tranh của Richard Knötel mô tả cảnh Friedrich vào lâu đài Lissa, thấy 1 nhóm sĩ quan Áo (mặc áo trắng) ngạc nhiên tột độ.

Khi đêm xuống, tuyết bắt đầu rơi, Friedrich hạ lệnh ngừng truy kích. Có giai thoại kể một số quân sĩ Phổ, hoặc có lẽ chỉ 1 người, đã hát vang bài thánh ca Kháng Cách Nun danket alle Gott; không lâu sau đó toàn bộ quân đội cùng hát theo. Friedrich đi về Lissa. Bại binh chạy từ Leuthen ùa vào thành phố; khi Friedrich bước vào sân lâu đài địa phương, ông thấy nhiều sĩ quan Áo ngỡ ngàng. Tương truyền, ông xuống ngựa và nói với họ bằng giọng nhã nhặn: "Chào buổi tối, các bạn, ta biết các bạn không ngờ ta ở đây. Cho ta ở trọ qua 1 đêm cùng các bạn được không?".
Trận Leuthen kết thúc với thất bại hoàn toàn của quân đội Áo. Thiệt hại của họ lên đến 22 nghìn sĩ quan và binh lính (trong đó bao gồm 3 nghìn người tử trận, 7 nghìn người bị tàn phế và hơn 12 nghìn người khác bị bắt làm tù binh), và con số này chiếm tới hơn 1/3 lực lượng Áo tham gia trận chiến. Ngoài ra, nhà sử học, nhân khẩu học Áo Gaston Bodart ước tính 5% số người chết, bị tàn phế là sĩ quan. Nhiều trung đoàn Áo bị tan vỡ hoàn toàn ở giai đoạn đầu và cuối của trận đánh. Tổn thất về nhân lực của Phổ cũng không hề nhẹ, với 6259 quân thương vong (1141 người thiệt mạng; 5118 bị thương) và 58 người bị bắt sống. Trong số này có 2 thiếu tướng: Lorenz Ernst von Münchow bị thương nặng, đến tháng 1 năm 1758 thì chết; Kaspar Friedrich von Rohr trúng đạn pháo và chết ở Radaxdorf ngày 12 tháng 12 năm 1757.
Tuy vậy, tỷ lệ chênh lệch tổn thất giữa Áo với Phổ lên đến hơn 3:1 và đây là một sự chênh lệch rất hiếm có trong chiến tranh ở châu Âu thế kỷ 18. Quân Phổ cũng tịch thu được 130 cỗ đại bác, 4 nghìn xe lương, 50 quân kỳ và hiệu kỳ cùng với một lượng lớn súng và quân trang của Áo. Khí thế quân Áo suy sụp trầm trọng; họ đã thua một đội quân vừa thua kém về số quân, pháo lại vừa mệt mỏi sau khi hành quân suốt 12 ngày từ Sachsen về Schlesien. Karl và Daun đều chìm vào "vực thẳm của sự nản chí"; Karl cũng không thể tin được điều gì đã xảy ra. Trước đây ông từng thua Friedrich nhiều trận, nhưng không trận nào thảm như Leuthen.
Sau trận Leuthen, bộ thống soái Áo quyết định rút toàn bộ quân chủ lực về lãnh thổ Böhmen, chỉ để lại các đồn binh rải rác ở Breslau, Liegnitz và Schweidnitz. Ngày 6 tháng 12, quân Phổ chia 4 đạo vượt sông Schweidnitzer, bắt được 400 xe hành lý cùng nhiều tù binh. Hôm sau, Friedrich sai Zieten đem 63 khối kỵ binh và 11.5 tiểu đoàn đuổi theo. Ngày 8 tháng 12, Zieten bị hậu binh Áo đánh chặn ở Kleine-Hole, từ lúc này ông rượt bớt hăng lại. Sau Friedrich sai trung tướng Heinrich August de la Motte Fouqué thay Zieten dẫn quân truy kích. Các đơn vị chủ lực Áo đã hoàn tất vượt biên giới Schlesien – Böhmen vào ngày 23 tháng 12. Sự tháo chạy của đội quân này đã mở đường cho quân Phổ thu hồi các thành phố lớn của Schlesien: thoạt tiên, họ cho pháo kích dữ dội vào Breslau buộc 17 nghìn quân đồn trú phải đầu hàng ngày 20 tháng 12. Toàn bộ đồn binh Breslau bị thêm vào danh sách tù binh của Phổ. Đến ngày 28 tháng 12, 3400 quân đồn trú Liegnitz cũng đầu hàng, nhưng lực lượng này được người Phổ cho phép rút về Böhmen. Sau đó, quân Phổ nghỉ đông và sang đầu năm 1758 họ mới tiến hành tái chiếm Schweidnitz. 
Trong các thư từ của mình vào mùa đông năm 1757, Friedrich II bày tỏ niềm tin rằng chiến thắng Leuthen sẽ ép Áo ký hòa ước với Phổ vào tháng 3 năm 1757. Trên thực tế, mặc dù hoàng hậu La-Đức kiêm đại công nương Áo Maria Theresia (người nắm thực quyền cai quản Áo) đã khóc rất nhiều sau khi nghe tin về trận đánh, bà ta và tể thần Wenzel Anton von Kaunitz-Rietberg vẫn kiên quyết theo đuổi cuộc chiến. Kaunitz đã đề ra các biện pháp ngoại giao để thuyết phục Nga và Pháp duy trì niềm tin của mình vào liên minh với Áo và thất bại cuối cùng của Phổ. Đồng thời, Maria Theresia sa thải em chồng là vương công Karl và trao binh quyền cho thống chế Daun. Karl bị điều đi làm thống đốc Hà Lan thuộc Áo. Người Áo cùng các đồng minh cũng tiến hành nhiều cải cách quân sự và rút ra một số kinh nghiệm như không đánh quân Phổ trên đồng trống, và phải chủ động cướp địa hình thuận lợi buộc quân Phổ bị động giao chiến. Nhờ đó, họ gây khó khăn lớn cho quân đội Phổ trong giai đoạn 1758 – 1762. 
Tuy nhiên, trận Leuthen vẫn là một thắng lợi quyết định đối với người Phổ, vì nó khai lối cho Friedrich chiếm lại hoàn toàn tỉnh Schlesien, làm phá sản hoàn toàn kế hoạch chinh phục Phổ của liên minh Áo-Nga-Pháp-Thụy Điển năm 1757, đồng thời tạo động lực lớn cho Phổ tiếp tục cự nhau với liên minh này trong 6 năm tiếp theo.

## Nhận định
Trận Leuthen thường được xem là một trong những trận đánh hay nhất ở phương Tây thế kỉ 18, đã xác lập tên tuổi của Friedrich II như một trong những nhà quân sự kiệt xuất của châu Âu. Hoàng đế, nhà cầm quân lớn của Pháp Napoléon I (1769-1821) viết: 
| “            | Trận này là một tuyệt tác về hành quân, cơ động và quyết đoán; đủ để Friedrich lưu danh muôn đời và đứng trong hàng ngũ những tướng vĩ đại nhất. Nó bộc lộ phẩm chất tinh thần và tài thao lược của ông ở mức độ cao nhất. | ” |
| — Napoléon I | |   |

Theo nhà sử học hiện đại Christopher Duffy, hầu hết các nhà bình luận khi nhắc đến trận đánh này đều nhấn mạnh tinh thần chiến đấu hăng hái của quân đội Phổ, sự hiểu biết và khai thác địa hình của Friedrich, tốc độ nhịp nhàng của cuộc tấn công, sức cơ động và hỏa lực ghê gớm của pháo binh Phổ, sự ứng biến nhanh nhẹn hiệu quả của bộ binh Phổ, màn xung phong đẹp mắt của kỵ binh cánh trái Phổ do Driesen chỉ huy, và cuối cùng, là sự chủ động cao độ của các cấp chỉ huy Phổ từ trung tướng Driesen xuống đại uý Möllendorf. Duffy cũng chỉ ra trận Leuthen ngoạn mục hơn trận Roßbach, vì ở Leuthen, quân đội Phổ thắng một đội quân khó thắng, trước đó từng đánh bại quân Phổ mấy lần.
Bên cạnh đó, Friedrich cũng may mắn hưởng lợi từ sự dễ dụ và bị động của bộ thống soái Áo. Trước hết, Karl tỏ ra quá dễ bị "dắt mũi" khi tin rằng mũi nghi binh nhằm vào cánh phải Áo chính là mũi chủ công của Phổ. Thời bấy giờ, lực lượng khinh kỵ Áo khá giỏi trinh sát, nhưng Karl lại không dùng tới. Friedrich sau này nhìn nhận rằng chỉ cần một đội tuần tiễu nhỏ của Áo cũng có thể phát hiện hướng đi của ông. Thứ nữa, người Áo không cài một đồn bót nào để canh gác cánh sườn bị hở trên hướng nam Leuthen. Nádasdy là chỉ huy quân Áo ở hướng này, và đây là một sai lầm đáng ngạc nhiên từ phía ông. Dù đã có nhiều năm kinh nghiệm chống quân Phổ, Nádasdy quên rằng Friedrich chuyên chơi đánh ập từ một hướng mà không ai ngờ tới. Cuối cùng, Karl phản ứng chậm và lúng túng khi quân Phổ bất thần giáng vào cánh sườn bên trái. Ông vẫn không nắm được bản chất thực sự của mũi nghi binh gần Frobelwitz. Đến khi ngộ ra, Karl gửi kỵ binh xuống chặn mũi chủ công của địch, nhưng lúc này đã muộn